# Salvador Cañellas
Salvador Cañellas Gual (Santa Oliva, 1º dicembre 1944) è un pilota motociclistico e pilota di rally spagnolo ritiratosi dall'attività agonistica.

## Carriera

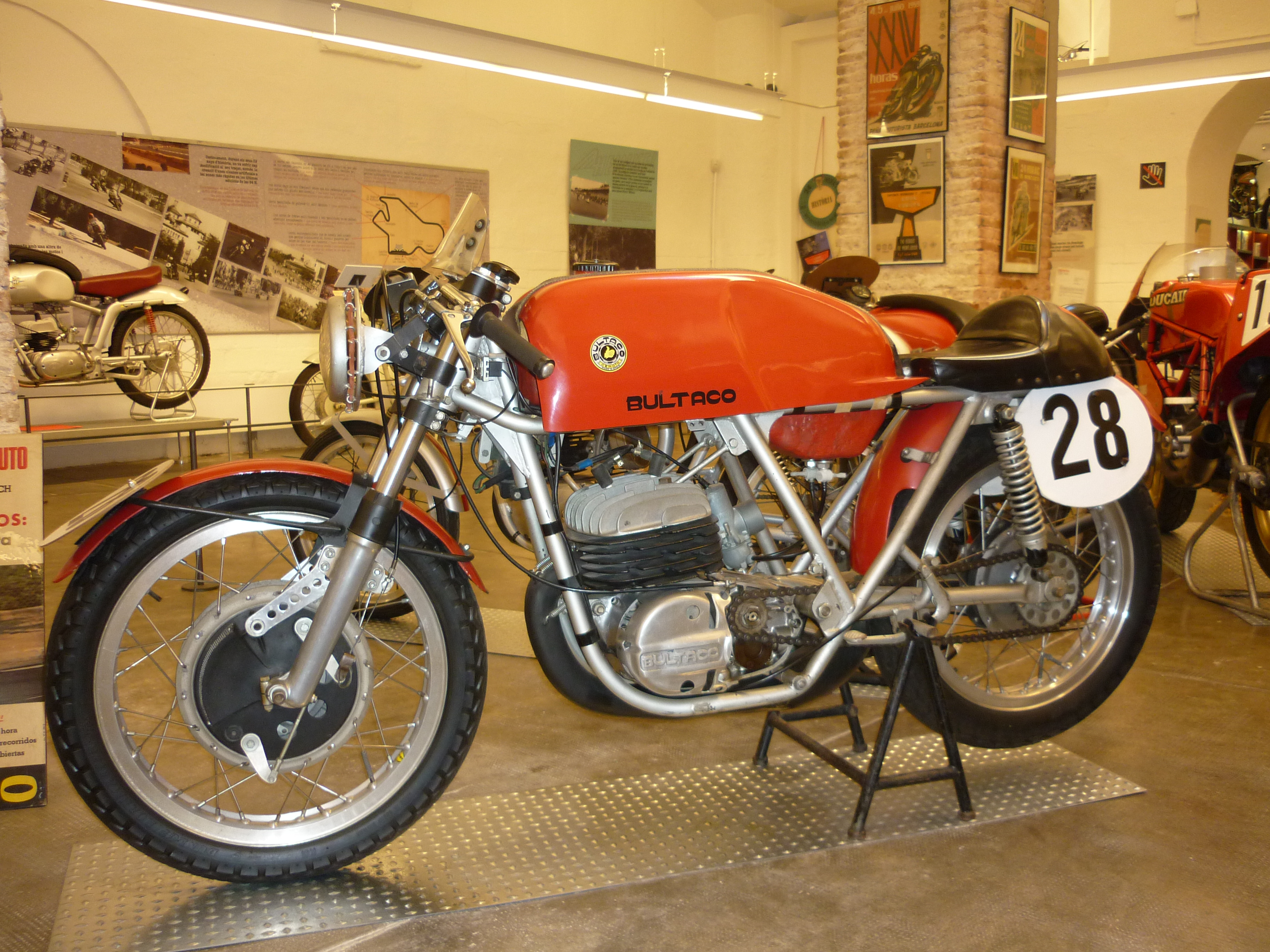
Bultaco 360cc. Su questa moto, Salvador Cañellas e Carles Rocamora vinsero il XV 24 Hours of Montjuïc, nel 1969.

Per quanto riguarda le competizioni nel motomondiale, il suo esordio risale al 1967 dove ha corso il Gran Premio motociclistico di Spagna 1967 nella Classe 250, ritirandosi prima del termine della gara.
Nella stagione 1968 ha corso in Classe 125 guidando una Bultaco TSS e ottenendo la sua prima vittoria in occasione del GP di Spagna; fu questa anche la prima vittoria di un gran premio da parte di un pilota spagnolo. Al termine della stagione si è classificato al quinto posto della classifica generale.
Le sue successive presenze risalgono al 1970 dove, questa volta in Classe 50 e in sella ad una Derbi, vince nuovamente il GP di Spagna e si classifica quarto nella classifica finale.
Dopo il ritiro dal motociclismo si è cimentato nell'automobilismo correndo alcuni rally; tra i risultati degni di nota la vittoria al Rally Principe delle Asturie del 1974 a bordo di una SEAT e, alla guida di una Fiat 131 Abarth, il terzo posto nella tappa disputatasi in Polonia del Campionato del mondo rally 1978.
Ha fatto parte della prima squadra ufficiale schierata dalla SEAT nelle competizioni e, con la SEAT 1430, ha ottenuto diversi titoli nazionali spagnoli di rally.
Anche suo figlio omonimo Salvador Cañellas Jr. ha in seguito gareggiato sempre nell'automobilismo ed in seno alla squadra ufficiale SEAT.

## Risultati nel motomondiale

### Classe 50
| 1965 | Classe | Moto  |   |   |     |   |   |   |   |    |    |    |    |    |   | Punti | Pos. |
| ---- | ------ | ----- | - | - | --- | - | - | - | - | -- | -- | -- | -- | -- | - | ----- | ---- |
| 1965 | 50     | Derbi | - | - | Rit | - | - | - | - | NE | NE | NE | NE | NE | - | 0     |      |

| 1966 | Classe | Moto  |     |   |    |   |    |    |    |    |    |   |   |   |  | Punti | Pos. |
| ---- | ------ | ----- | --- | - | -- | - | -- | -- | -- | -- | -- | - | - | - |  | ----- | ---- |
| 1966 | 50     | Derbi | Rit | - | NE | - | NE | NE | NE | NE | NE | - | - | - |  | 0     |      |

| 1967 | Classe | Moto  |     |   |   |   |   |   |    |    |    |    |    |    |   | Punti | Pos. |
| ---- | ------ | ----- | --- | - | - | - | - | - | -- | -- | -- | -- | -- | -- | - | ----- | ---- |
| 1967 | 50     | Derbi | Rit | - | - | - | - | - | NE | NE | NE | NE | NE | NE | - | 0     |      |

| 1970 | Classe | Moto  |   |   |   |    |   |   |   |   |    |   |   |   |  | Punti | Pos. |
| ---- | ------ | ----- | - | - | - | -- | - | - | - | - | -- | - | - | - |  | ----- | ---- |
| 1970 | 50     | Derbi | 4 | 6 | 8 | NE | 3 | 4 | - | 3 | NE | 2 | 8 | 1 |  | 63    | 4º   |

| Legenda | 1º posto        | 2º posto            | 3º posto            | A punti      | Senza punti        | Grassetto – Pole position Corsivo – Giro più veloce |
| Legenda | Gara non valida | Non qual./Non part. | Ritirato/Non class. | Squalificato | '-' Dato non disp. | Grassetto – Pole position Corsivo – Giro più veloce |

### Classe 125
| 1965 | Classe | Moto |   |   |     |   |   |   |    |   |   |   |   |   |   | Punti | Pos. |
| ---- | ------ | ---- | - | - | --- | - | - | - | -- | - | - | - | - | - | - | ----- | ---- |
| 1965 | 125    | C.K. | - | - | Rit | - | - | - | NE | - | - | - | - | - | - | 0     |      |

| 1966 | Classe | Moto  |     |   |    |   |    |   |   |   |   |   |   |   |  | Punti | Pos. |
| ---- | ------ | ----- | --- | - | -- | - | -- | - | - | - | - | - | - | - |  | ----- | ---- |
| 1966 | 125    | Derbi | Rit | - | NE | - | NE | - | - | - | - | - | - | - |  | 0     |      |

| 1968 | Classe | Moto    |   |   |   |   |    |   |   |   |   |    |  |  |  | Punti | Pos. |
| ---- | ------ | ------- | - | - | - | - | -- | - | - | - | - | -- |  |  |  | ----- | ---- |
| 1968 | 125    | Bultaco | - | 1 | - | 4 | NE | - | - | - | - | 11 |  |  |  | 11    | 5º   |

| 1969 | Classe | Moto   |     |   |   |   |   |   |   |   |   |    |   |   |  | Punti | Pos. |
| ---- | ------ | ------ | --- | - | - | - | - | - | - | - | - | -- | - | - |  | ----- | ---- |
| 1969 | 125    | Yamaha | Rit | - | - | - | - | - | - | - | - | NE | - | - |  | 0     |      |

| Legenda | 1º posto        | 2º posto            | 3º posto            | A punti      | Senza punti        | Grassetto – Pole position Corsivo – Giro più veloce |
| Legenda | Gara non valida | Non qual./Non part. | Ritirato/Non class. | Squalificato | '-' Dato non disp. | Grassetto – Pole position Corsivo – Giro più veloce |

### Classe 250
| 1966 | Classe | Moto    |     |   |   |   |   |   |   |   |   |   |   |   |  | Punti | Pos. |
| ---- | ------ | ------- | --- | - | - | - | - | - | - | - | - | - | - | - |  | ----- | ---- |
| 1966 | 250    | Montesa | Rit | - | - | - | - | - | - | - | - | - | - | - |  | 0     |      |

| 1967 | Classe | Moto  |     |   |   |   |   |   |   |   |   |   |   |   |   | Punti | Pos. |
| ---- | ------ | ----- | --- | - | - | - | - | - | - | - | - | - | - | - | - | ----- | ---- |
| 1967 | 250    | Derbi | Rit | - | - | - | - | - | - | - | - | - | - | - | - | 0     |      |

| Legenda | 1º posto        | 2º posto            | 3º posto            | A punti      | Senza punti        | Grassetto – Pole position Corsivo – Giro più veloce |
| Legenda | Gara non valida | Non qual./Non part. | Ritirato/Non class. | Squalificato | '-' Dato non disp. | Grassetto – Pole position Corsivo – Giro più veloce |

### Classe 500
| 1968 | Classe | Moto    |  |     |  |  |  |  |  |  |  |  |  |  |  | Punti | Pos. |
| ---- | ------ | ------- |  | --- |  |  |  |  |  |  |  |  |  |  |  | ----- | ---- |
| 1968 | 500    | Bultaco |  | Rit |  |  |  |  |  |  |  |  |  |  |  | 0     |      |

| Legenda | 1º posto        | 2º posto            | 3º posto            | A punti      | Senza punti        | Grassetto – Pole position Corsivo – Giro più veloce |
| Legenda | Gara non valida | Non qual./Non part. | Ritirato/Non class. | Squalificato | '-' Dato non disp. | Grassetto – Pole position Corsivo – Giro più veloce |

## Risultati al Rally Dakar
| Anno | Classe | Scuderia                             | Vettura          | Pos. | TV |
| ---- | ------ | ------------------------------------ | ---------------- | ---- | -- |
| 1985 | Auto   |                                      | Range Rover V8   | 13°  | ?  |
| 1986 | Camion | Real Automóvil Club de España (RACE) | Pegaso 7222      | 3°   | ?  |
| 1987 | Auto   |                                      | Range Rover Jeep | 7°   | ?  |
| 1988 | Auto   | Range Rover RR200                    | Rit              | ?    |    |
| 1991 | Camion | Pegaso                               | 9°               | ?    |    |